# Sigmatomera
Sigmatomera is een muggengeslacht uit de familie van de steltmuggen (Limoniidae).

## Soorten

### OndergeslachtAustrolimnobia
- S. (Austrolimnobia) bullocki (Alexander, 1936)
- S. (Austrolimnobia) magnifica (Alexander, 1913)
- S. (Austrolimnobia) maiae (Alexander, 1929)
- S. (Austrolimnobia) plaumanniana Alexander, 1938
- S. (Austrolimnobia) rarissima Alexander, 1941
- S. (Austrolimnobia) rufa (Hudson, 1895)
- S. (Austrolimnobia) spectabilis (Alexander, 1922)
- S. (Austrolimnobia) victoriae (Alexander, 1924)
- S. (Austrolimnobia) woytkowskiana Alexander, 1941

### OndergeslachtEufurina
- S. (Eufurina) rufithorax (Wiedemann, 1828)

### OndergeslachtSigmatomera
- S. (Sigmatomera) aequinoctialis Alexander, 1937
- S. (Sigmatomera) amazonica Westwood, 1881
- S. (Sigmatomera) angustirostris Alexander, 1947
- S. (Sigmatomera) apicalis Alexander, 1914
- S. (Sigmatomera) beebei Alexander, 1950
- S. (Sigmatomera) felix Alexander, 1957
- S. (Sigmatomera) flavipennis Osten Sacken, 1873
- S. (Sigmatomera) geijskesana Alexander, 1946
- S. (Sigmatomera) occulta Alexander, 1914
- S. (Sigmatomera) pictipennis Alexander, 1937
- S. (Sigmatomera) seguyi Alexander, 1929
- S. (Sigmatomera) shannoniana Alexander, 1929
- S. (Sigmatomera) varicornis Alexander, 1936